# Bushranger (Geländewagen)

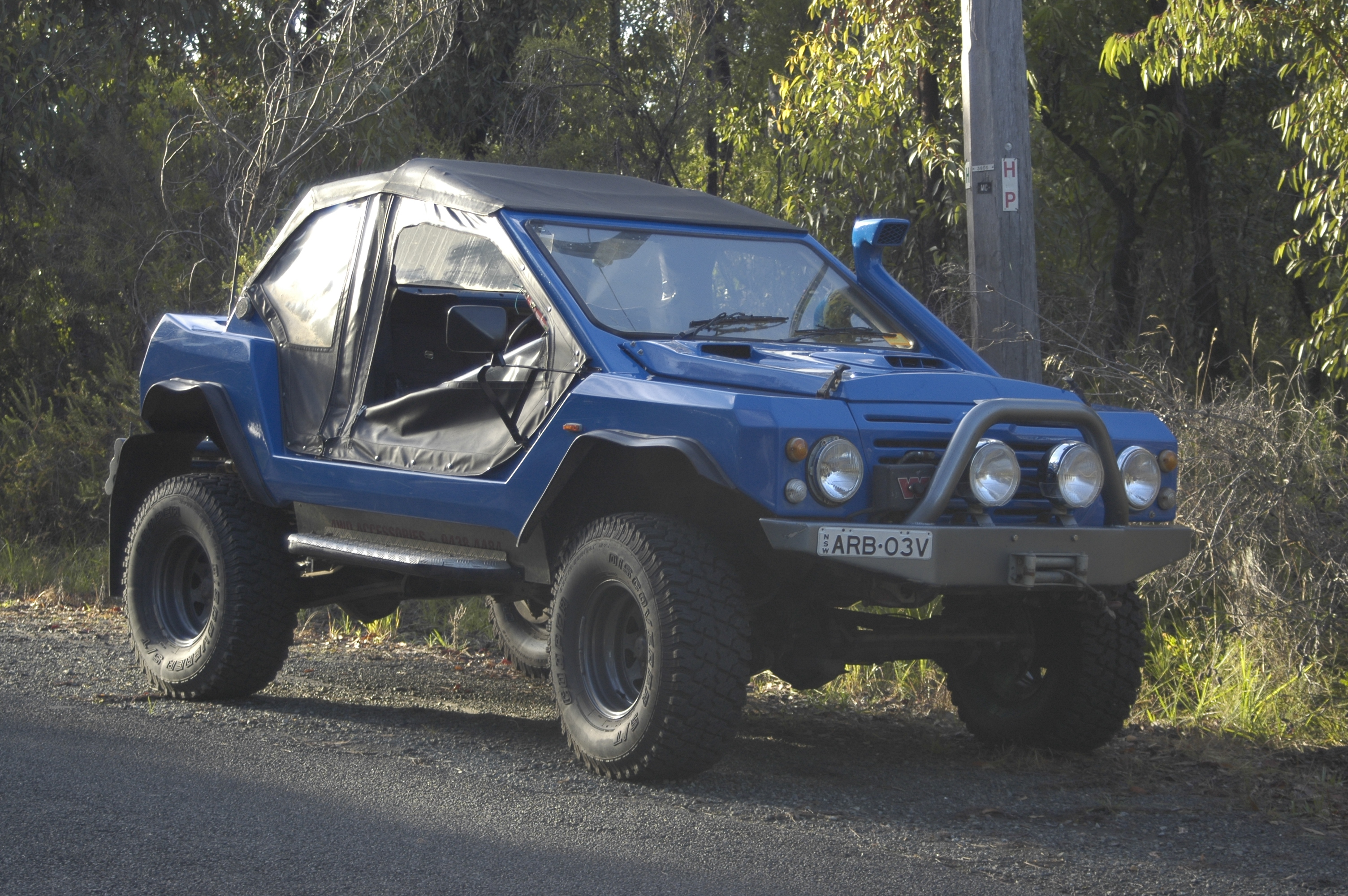
Australischer Bushranger

Der Bushranger (oder Bushrangie) ist ein australischer Geländewagen mit Allradantrieb, der von den John E. Davis Motor Works hergestellt wird. Er basiert auf dem britischen Dakar 4x4 von Dakar 4x4 Design & Conversions, unterscheidet sich von diesem aber wesentlich, obwohl beide Wagen auf Range-Rover-Teile zurückgreifen. Auf Wunsch gibt es Flügeltüren vorne oder Stoffverdecke und -türen. Weil der Dakar 4x4 häufiger ist, ist über den Bushranger wenig bekannt. Red Bull betreibt einen Bushranger als Werbefahrzeug.
Sowohl der Dakar 4x4 als auch der Bushranger sind im Grunde schrottreife Range Rover, deren Fahrgestelle hinter der Hinterachse abgeschnitten wurden. Dann werden ein Überrollkäfig und GFK-Karosserien aufgesetzt. Die Innenausstattung stammt normalerweise ebenfalls vom Range Rover oder von Land Rover Discovery. Auch die Motoren kommen von diesen Fahrzeugen, wenn auch einige Exemplare mit stärkeren Motoren ausgestattet wurden.

## Bushranger als Kit-Car
Man kann sich einen Bushranger auch selbst bauen. GFK-Karosserie und Überrollkäfig sind von verschiedenen Herstellern erhältlich und dann benötigt man ein Basisfahrzeug – üblicherweise einen Range Rover vom Schrottplatz. Das Basisfahrzeug wird bis auf das Fahrgestell „entkleidet“; dann beginnt der Neuaufbau. Diese Prozedur kann zwischen einigen Monaten und einigen Jahren in Anspruch nehmen, je nach zeitlicher und finanzieller Ausstattung des Erbauers.